# Wapen van Den Haag
Het wapen van Den Haag is van goud met daarop een ooievaar in natuurlijke kleuren, in ruste (met een been geheven), die een paling van sabel (zwart) in de bek heeft. Bij de grote wapencompositie treden twee afgewende leeuwen van goud als schildhouders op. Het schild is gedekt met een antieke gravenkroon.

## Oorsprong

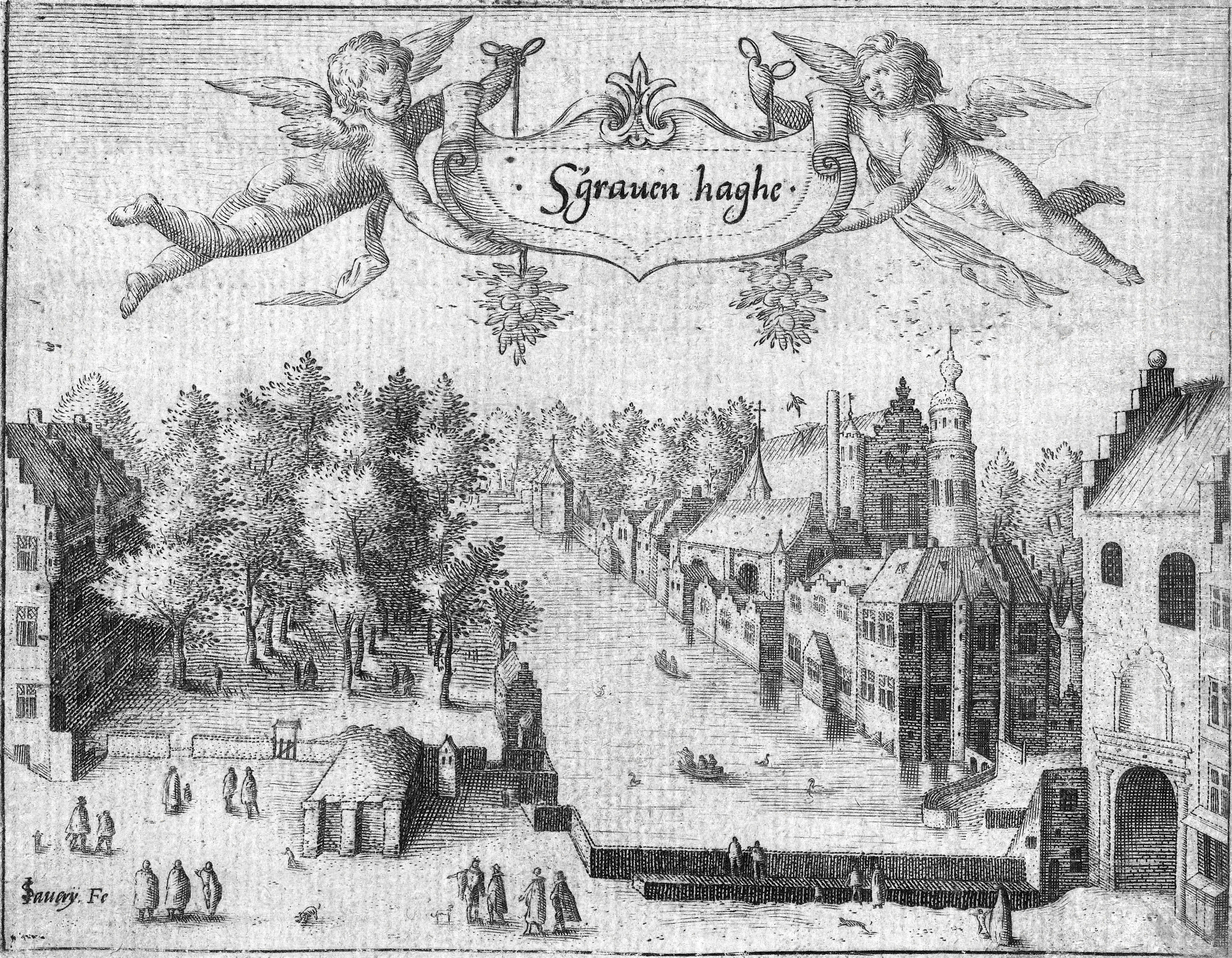
Onder meer deze prent uit 1592 van Jacob Savery toont ooievaarsnesten op de Ridderzaal en de Gevangenpoort

De vogel in het Haagse wapen is een ooievaar, en werd mogelijk gekozen omdat ooievaars vroeger verondersteld werden geluk te brengen. Op gravures uit de zestiende eeuw is te zien dat onder meer op de Ridderzaal en de Gevangenpoort voorzieningen waren aangebracht voor ooievaarsnesten. Uit nog oudere tijden zijn grafelijke rekeningen bewaard van onderhoud aan zulke voorzieningen. 
Een ander motief om de ooievaar in het wapen van Den Haag op te nemen is terug te voeren naar het veelvuldig gebruik van ooievaars op de vismarkten in het centrum van de stad, naast de Groenmarkt. De ooievaars werden gekortwiekt en hielden de vismarkten schoon.

## Ontwikkeling van het wapen

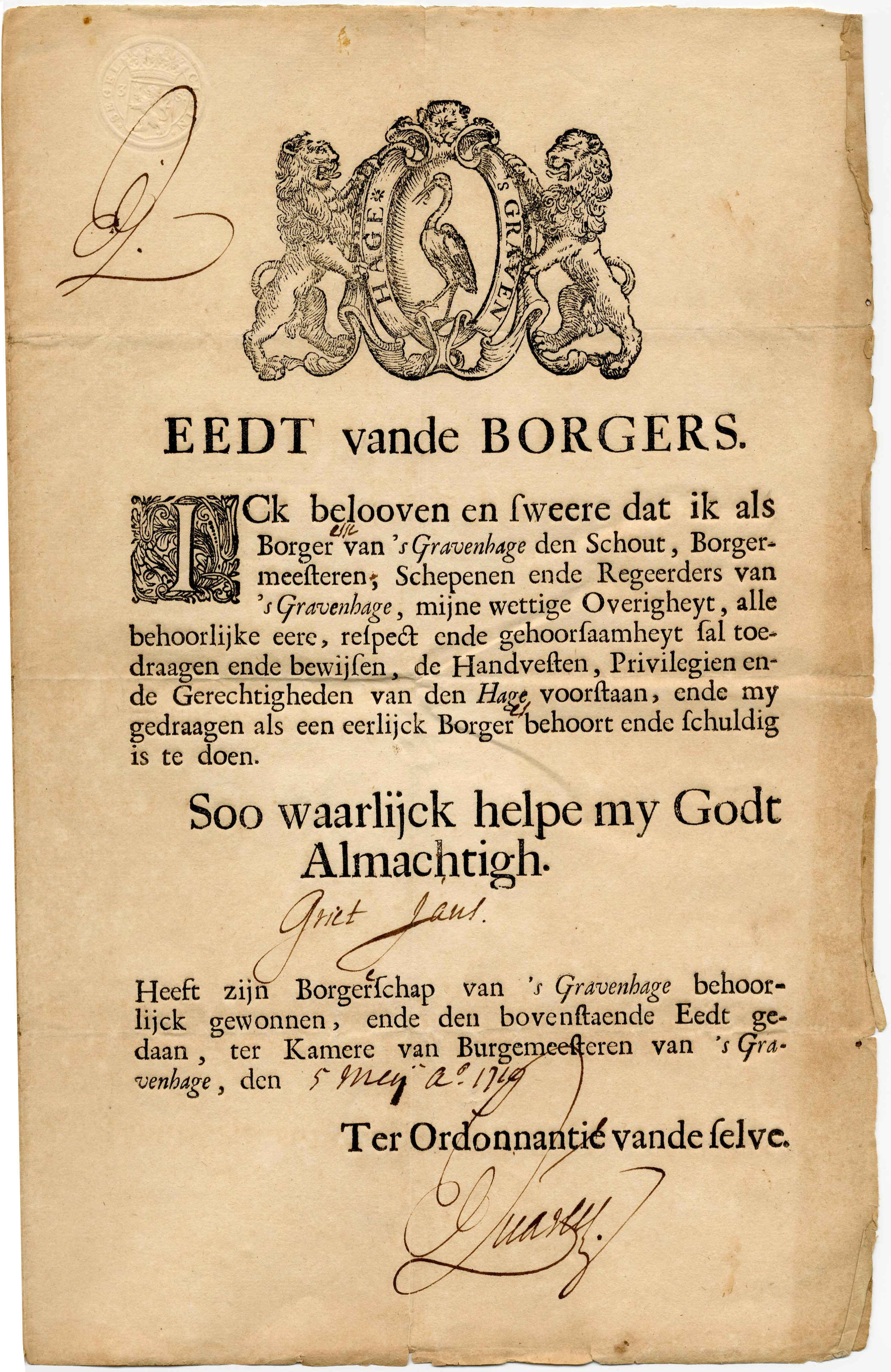
Gebruik Haagse wapen op documenten: Eed van het burgerschap van Den Haag uit 1719 (Collectie Haags Gemeentearchief)

Vóór 1813 is voor zover bekend nooit beschreven hoe het Haagse wapen precies moest worden afgebeeld. Daardoor ontstonden varianten die de invloed toonden van hun tijdgeest en hun vormgevers.  Het belangrijkste object op het wapen, de Ooievaar werd vrij consequent weergegeven als naar (heraldisch) rechts kijkend; voor de aanschouwer van het wapen is dit naar links. Soms echter staat de ooievaar gedeeltelijk en profil op het wapen. De eerste eeuwen staat de ooievaar daarbij met de beide poten op de grond. De grond wordt vormgegeven als een grasveldje, waarop soms ook enkele bloemen groeien. In de loop van de zeventiende en achttiende eeuw begint men de ooievaar af te beelden met een van zijn poten opgetrokken. In het begin staat deze poot in een hoek van ongeveer 225 graden, later steeds verder geheven tot 300 graden. De paling of aal in de bek van de ooievaar is soms zeer groot. Op de Jhesus-luidklok uit 1541 heeft deze een lengte die gelijk is aan de hoogte van de ooievaar. In de loop der eeuwen neemt deze omvang geleidelijk af. De antieke gravenkroon die het wapen dekt vindt zijn oorsprong in de zeventiende eeuw. Mogelijk kan in de toevoeging daarvan de vergeefse ambitie van het Haagse bestuur worden herkend die de officiële status van stad wensten. Op de oudste afbeeldingen van het Haagse wapen zijn ook de twee leeuwen die als schildhouders dienen, nog niet aanwezig. Pas in de loop van de achttiende eeuw worden deze eraan toegevoegd om het wapen verder te verfraaien. Uit dezelfde tijd dateert tevens de toevoeging van de grond van takken waarop het wapen rust. Soms is er in plaats van de takken een voetstuk. De meest recente wijziging is de vervanging van de grond door een wapenspreuk of motto.

## Franse tijd
De eerste officiële beschrijving dateert van 19 juni 1813, toen keizer Napoleon een wapenbrief aan de stad verleende. Napoleon had aan het oude wapen het schildhoofd voorzien van drie gouden bijen op een purperen veld. Deze decoratie toonde aan dat de stad tot de eerste klasse van de bonne villes de l'empire behoorde. Dit was de Franse aanduiding voor de goede steden van het Rijk.

### Beschrijving
De eerste beschrijving dateert van 19 juni 1813. Het wapendiploma werd verleend door keizer Napoleon en is geschreven in het Frans. De vertaling daarvan luidt: 

“Van goud beladen met een ooievaar van natuurlijke kleur met in zijn bek een slang van sabel. Als schildhoofd (het teken van) de bonne villes de l'empire (de goede steden van het rijk), welk is van rood beladen met op een rij drie bijen van goud. Voor de schildbedekking de kleuren uit het schild. De voorgeschreven externe ornamenten van het wapen bestaan uit een muurkroon met zeven nissen bekroond door een ontluikende adelaar, allen van goud, ondersteund door een liggende caduceus, boven het hoofd (van het schild) geplaatst, met aan elk einde een bloemdecoratie gehangen als dekkleden, aan de rechter zijde van eikenbladeren en aan de linker zijde van olijfbladeren van goud met elkaar verbonden door rode banden”

## Na 1813
Na het einde van de Franse tijd kreeg de stad een nieuw wapen dat sterk leek op het wapen dat gebruikt werd voor de invoering van het Napoleontische wapen. Het nieuwe wapen heeft een aanpassing ten opzichte van het oude wapen: het grasveld is veranderd in twee takken van gras waarvan er een  naar links en een naar rechts buigt. Dit wapen werd op 24 juli 1816 bij Koninklijk Besluit verleend. In 1991 werd het wapen gemoderniseerd waardoor de leeuwen en het terras van gras gestileerd werden. Ook werd het wapen van een wapenspreuk voorzien.

### Beschrijving
De officiële blazoenering van dit wapen luidt 

“Van goud beladen met een oijevaar in deszelfs natuurlijke kleur, houdende in deszelfs bek een paling. Het schild gedekt met eene kroon van goud waarop 13 paarlen en vastgehouden door 2 leeuwen van goud”
Omdat de beschrijving niet geheel overeenkwam met de tekening van het wapen, werd op 19 oktober 1954 een nieuwe beschrijving verleend, welk luidt: 

“In goud een stappende ooievaar van natuurlijke kleur in deszelfs bek een paling van sabel. Het schild gedekt met een antieke gravenkroon en gehouden door 2 omziende leeuwen van goud”

## Logo

Logo van Den Haag tussen 1991 en 2012

### Logo gemeente Den Haag

Logo gemeente Den Haag sinds 2013. Ontworpen door Ontwerpwerk, Den Haag

Het huidige logo van gemeente Den Haag is ontwikkeld door het Haagse ontwerpbureau Ontwerpwerk en wordt gevoerd sinds 2013. Het logo is het symbool van de gemeente Den Haag als stad van Vrede en Recht. Het logo bestaat uit een stilering van het stadswapen, het woordbeeld 'Den Haag' en de nieuwe wapenspreuk 'Vrede en Recht'.
Van 1991 tot 2013 voerde de gemeente geen wapen maar een strak gestileerd logo dat een over het strand scherende ooievaar voorstelde, ontworpen door Bart de Haas ontwerpbureau BRS Premsela Vonk. Dit logo werd geliefd en gehaat, Marnix Rueb liet het arme dier door zijn stripfiguur Haagse Harry steevast "die kânkah reigâh" noemen, het dier werd in de tekeningen aan de poten voortgesleurd, platgereden etc.

### Wapenspreuk
Bij koninklijk besluit nr. 12.000628 van 9 mei 2012 is aan Den Haag toestemming verleend per 27 september 2012 bij het stadwapen de wapenspreuk VREDE EN RECHT te voeren. Den Haag werd deze wapenspreuk verleend omdat de stad zich al meer dan honderd jaar inzet voor het internationale recht. Het is voor het eerst sinds 2008 dat bij koninklijk besluit een wapenspreuk werd toegevoegd. In dat jaar mocht Roermond de spreuk AEQUITAS IUDICIA TUA DOMINE aan het officiële stadswapen toevoegen. Daarvoor was het Venlo, wat in 2004 de spreuk FESTINA LENTE CAUTA FAC OMNIA MENTE verleend kreeg.
De wapenbeschrijving in het besluit luidt: “In goud een stappende ooievaar van natuurlijke kleur, houdend in de bek een paling van sabel. Het schild gedekt met een antieke gravenkroon en gehouden door twee omziende leeuwen van goud. Wapenspreuk: VREDE EN RECHT in Latijnse letters van goud op een lint van sinopel”.

## Toepassingen

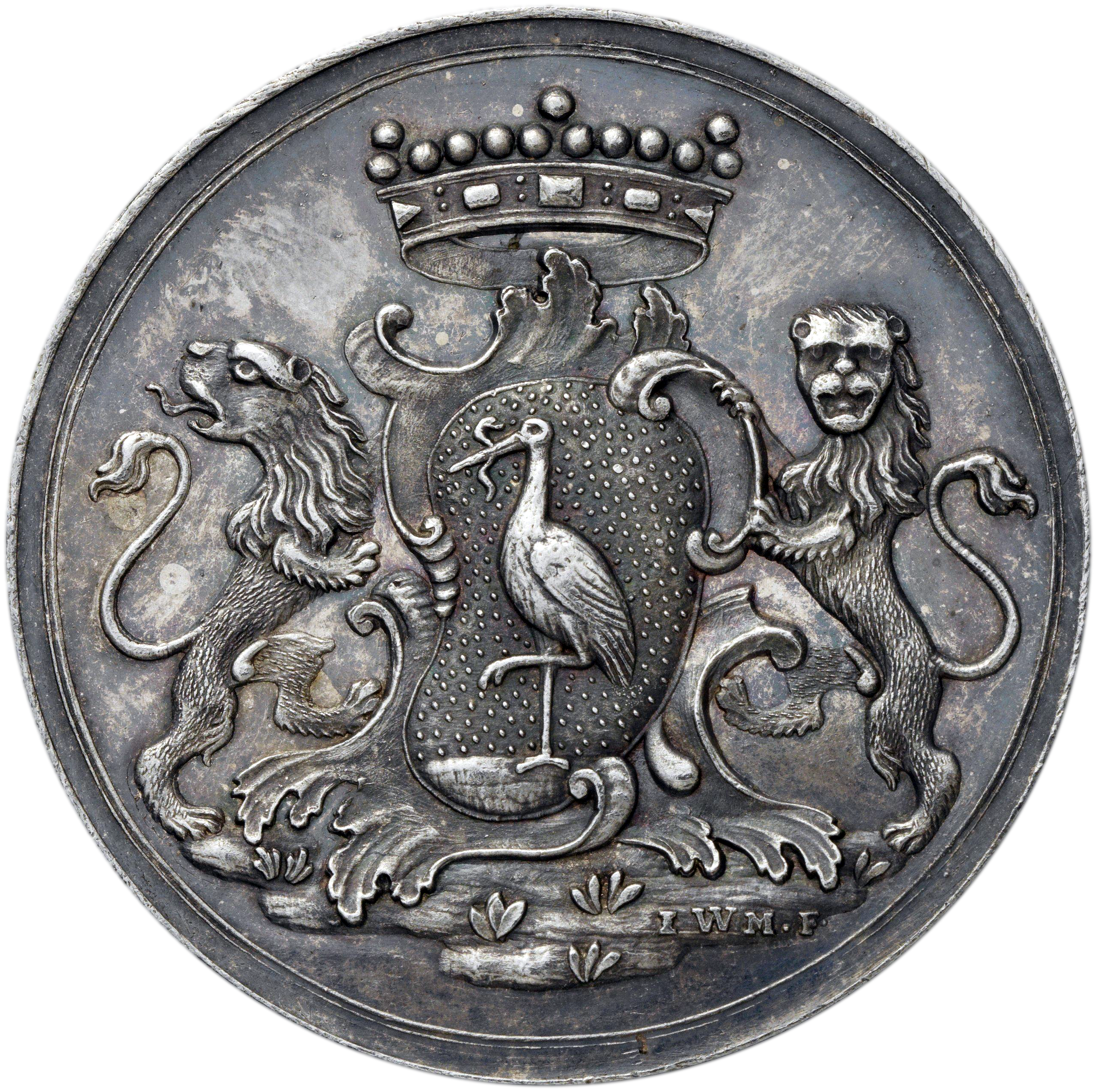
Penning van Vroedschap van Den Haag

De oudste afbeelding van het Haagse wapen met de ooievaar bevindt zich op de Jhesus-luidklok uit 1541, die in de Grote of Sint-Jacobskerk hangt. Vanaf 1586 staat de ooievaar afgebeeld op de verschillende schepenzegels (stadszegels) van Den Haag, dat overigens verder een geheel ander wapen toont: een kasteel met poort en toren(s) tussen twee bomen. Op de transen staan één of twee ooievaars met een paling in de bek. Daarnaast werd (en wordt) het stadswapen gebruikt als vignet boven de stedelijke publicaties en bekendmakingen, als logo voor dagbladen, op stadsplattegronden, vroedschapspenningen, brandmerken, stadsmedailles en op- of in Haagse overheidsgebouwen.
Afbeeldingen op de voormalige stadhuizen van Den Haag:

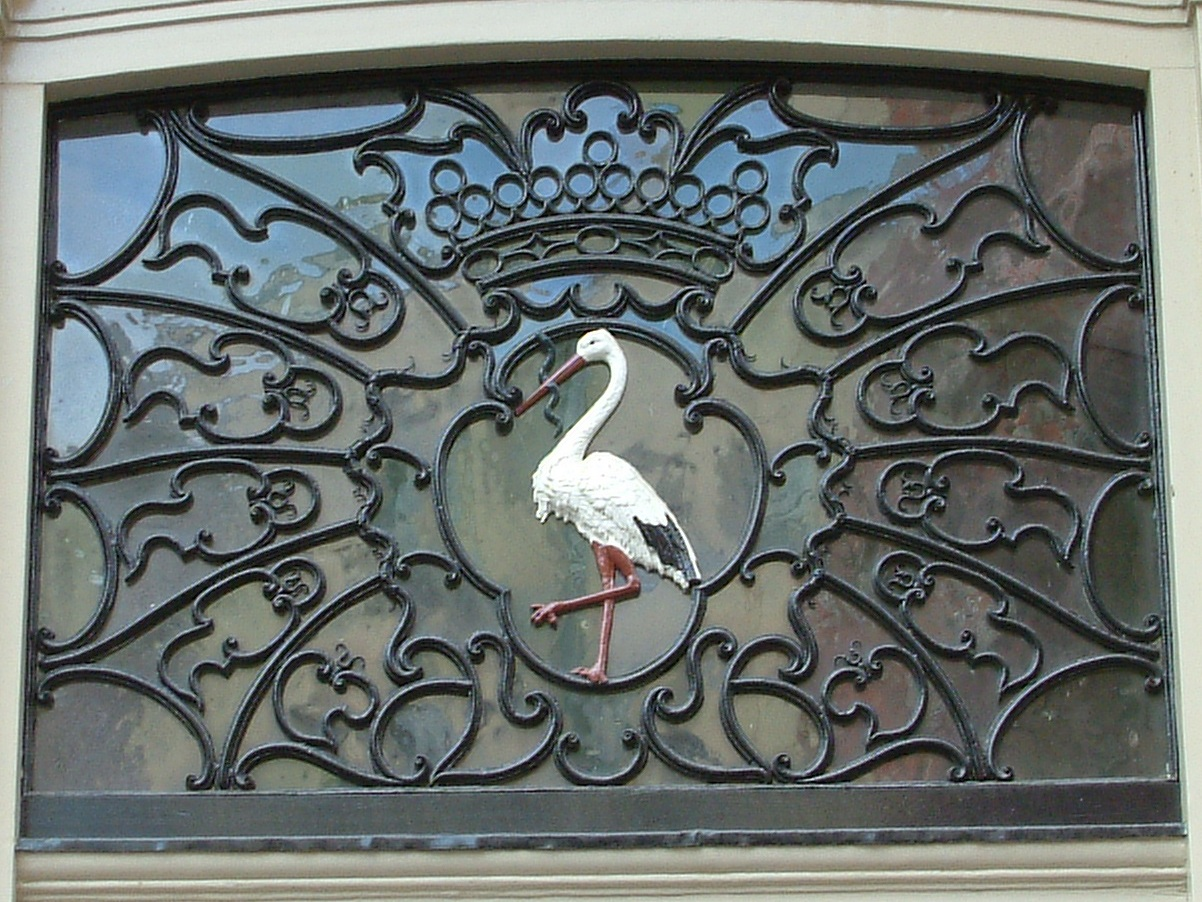
Stadhuis aan de Groenmarkt
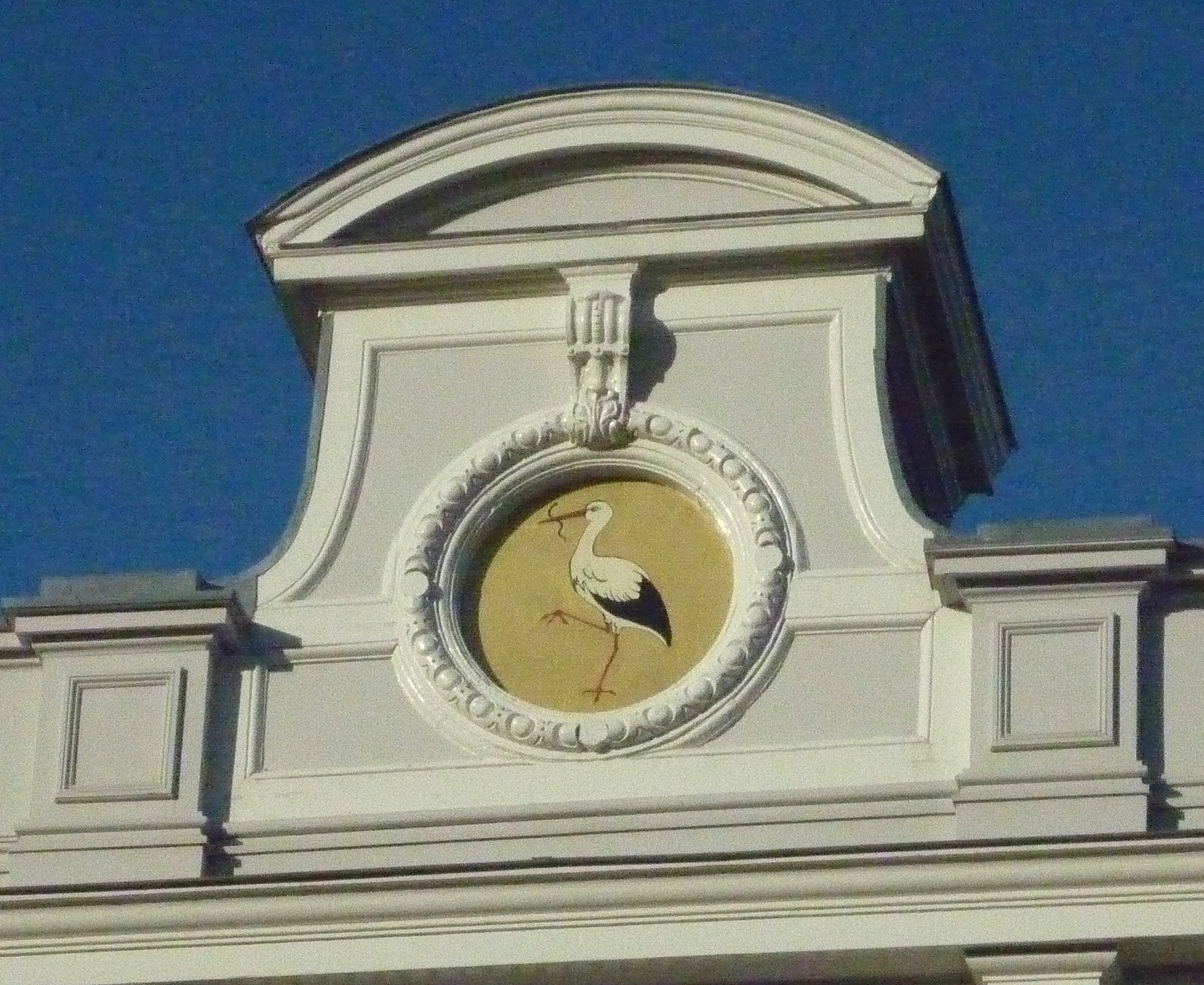
Stadhuis aan de Javastraat
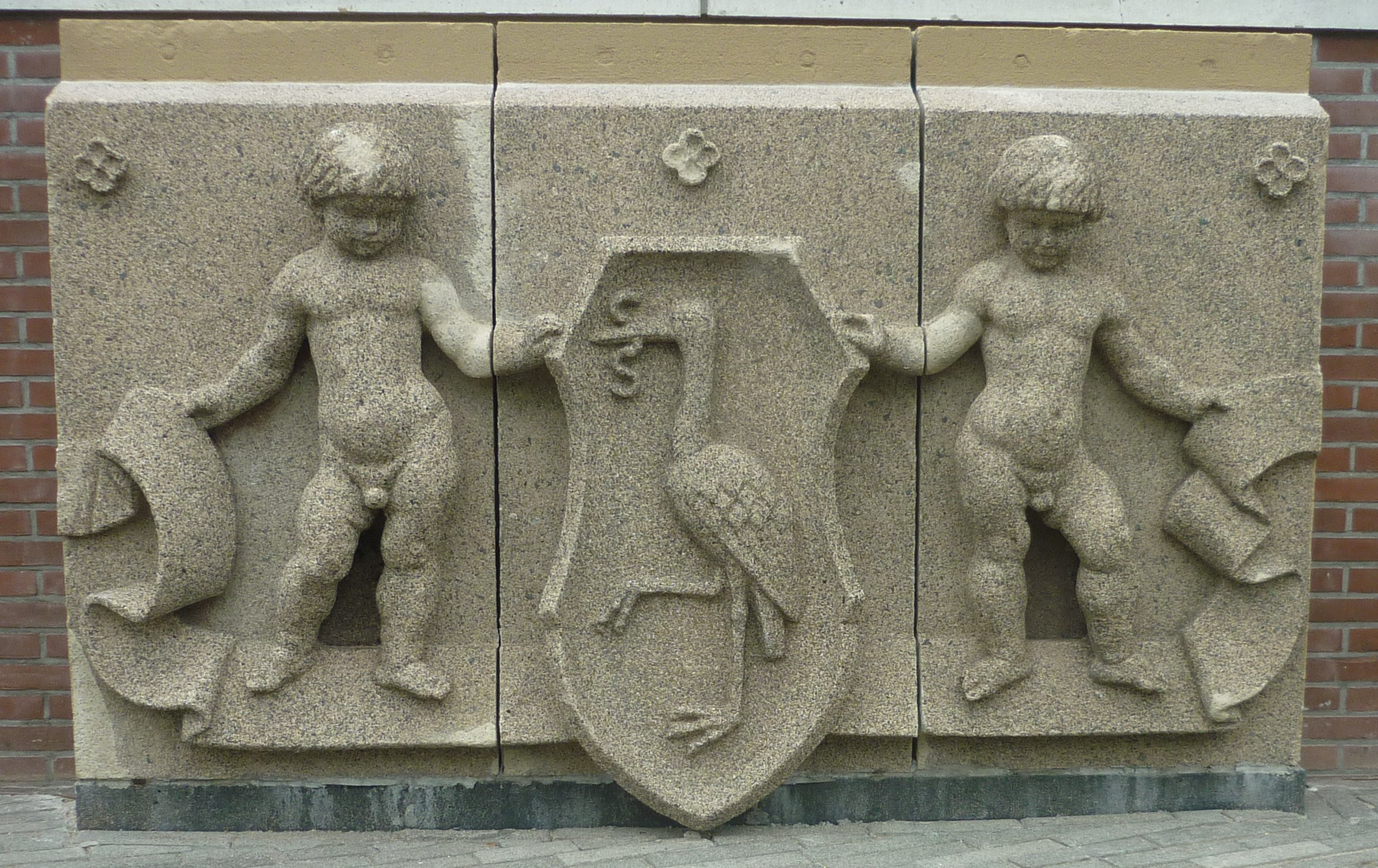
Stadhuis aan de Burg. Patijnlaan

## Dorpswapen
De gemeente Den Haag heeft een dorpswapen vastgesteld:

Het wapen van Scheveningen (sinds 23 maart 1984)

Dit wapen is niet geregistreerd door de HRvA en heeft geen officiële status, maar mag niet zonder toestemming van de gemeente worden gebruikt.